# Nuruosmaniye-Moschee

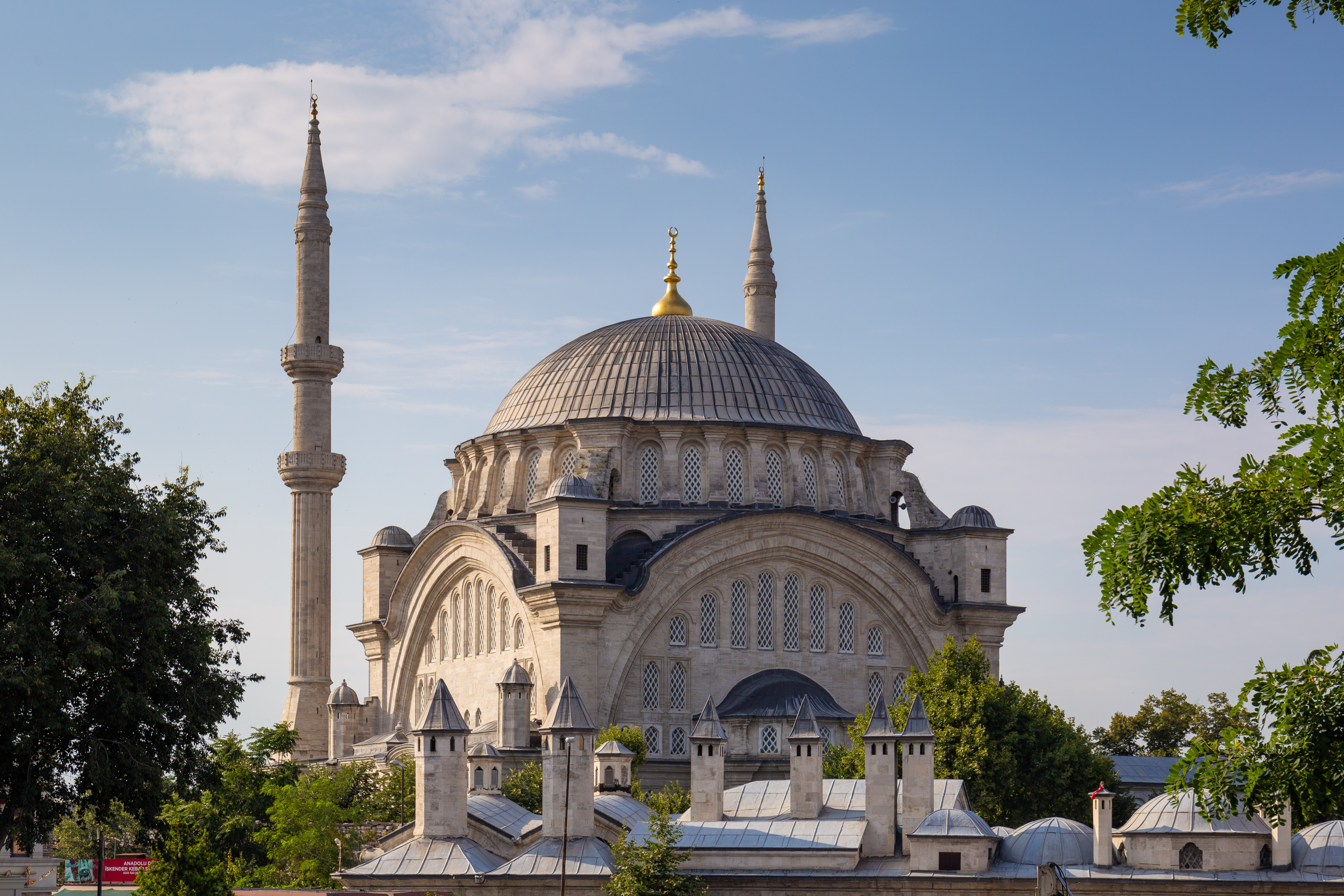
Nuruosmaniye-Moschee

Die Nuruosmaniye-Moschee (türkisch Nûruosmâniye Camii) ist eine Moschee in Istanbul, nahe dem östlichen Eingang zum Großen Basar. Der Bau der „Lichtmoschee des Hauses Osman“ wurde von Mahmut I. 1748 in Auftrag gegeben und 1755 unter Osman III. beendet. Unter einer großen Kuppel (26 m Durchmesser) sorgen fünf Fensterreihen für einen lichtdurchfluteten Innenraum. Sie war die erste Moschee Istanbuls im Stil des osmanischen Barocks. Errichtet wurde sie durch den ansonsten unbekannten Architekten Simeon Kalfa. Der Name „Nûruosmâniye“ (Licht des Osman) bezieht sich zum einen auf den Namen des Sultans, unter dem sie vollendet wurde, und zum anderen auf die 24. Sure des Koran (al-Nur, Das Licht) mit dem Lichtvers, der im Inneren der Kuppel abgebildet ist.
Die Moschee ist Teil eines größeren Komplexes, der eine Medresse, eine Bibliothek, eine Armenküche und ein Grabmal in Gestalt einer Türbe umfasst.
Die Nuruosmaniye Camii weist einige architektonische Besonderheiten auf, die sie von typischen osmanischen Großmoscheen vorangegangener Zeiten unterscheidet: auffällig sind die Ecktürme, der hufeisenförmige Grundriss des Hofes und das Fehlen eines Şadırvans für die rituelle Waschung.